# Championnat du Japon de Formule 3000 1991
Le championnat du Japon de F3000 1991 a été remporté par le Japonais Ukyo Katayama, sur une Lola-Cosworth de l'écurie Racing Heroes.

## Règlement sportif
- L'attribution des points s'effectue selon le barème 9,6,4,3,2,1.
- Seuls les sept meilleurs résultats sont retenus.

## Courses de la saison 1991
| Date         | Lieu      | Vainqueur         | Nationalité | Voiture       | Écurie        |
| 3 mars       | Suzuka    | Ukyo Katayama     | Japon       | Lola-Cosworth | Racing Heroes |
| 24 mars      | Autopolis | Akihiko Nakaya    | Japon       | Lola-Mugen    | Le Garage     |
| 14 avril     | Fuji      | Kazuyoshi Hoshino | Japon       | Lola-Mugen    | Team Impul    |
| 12 mai       | Mine      | Eddie Irvine      | Royaume-Uni | Lola-Mugen    | Team Cerumo   |
| 26 mai       | Suzuka    | Ukyo Katayama     | Japon       | Lola-Cosworth | Racing Heroes |
| 28 juillet   | Sugo      | Ross Cheever      | États-Unis  | Reynard-Mugen | Team LeMans   |
| 11 août      | Fuji      | Kazuyoshi Hoshino | Japon       | Lola-Mugen    | Team Impul    |
| 29 septembre | Suzuka    | Ross Cheever      | États-Unis  | Reynard-Mugen | Team LeMans   |
| 17 novembre  | Suzuka    | Ross Cheever      | États-Unis  | Reynard-Mugen | Team LeMans   |
| 30 novembre  | Fuji      | Volker Weidler    | Allemagne   | Reynard-Mugen | Team Nova     |

L'épreuve du 28 juillet 1991 à Sugo est l'unique épreuve de Formule 3000 disputée par Michael Schumacher. Le futur septuple champion du monde de Formule 1 s'y est classé 2e derrière Ross Cheever, son coéquipier d'un jour au sein du Team LeMans.

## Classement des pilotes
| Classement | Pilote               | Pays        | Voiture       | Écurie           | Nombre de points |
| ---------- | -------------------- | ----------- | ------------- | ---------------- | ---------------- |
| 1er        | Ukyo Katayama        | Japon       | Lola-Cosworth | Racing Heroes    | 40               |
| 2e         | Ross Cheever         | États-Unis  | Reynard-Mugen | Team LeMans      | 27               |
| 3e         | Volker Weidler       | Allemagne   | Reynard-Mugen | Team Nova        | 25               |
| 4e         | Kazuyoshi Hoshino    | Japon       | Lola-Mugen    | Team Impul       | 24               |
| 5e         | Hitoshi Ogawa        | Japon       | Lola-Mugen    | Stellar          | 20               |
| 6e         | Akihiko Nakaya       | Japon       | Lola-Mugen    | Le Garage        | 16               |
| 7e         | Eddie Irvine         | Royaume-Uni | Lola-Mugen    | Team Cerumo      | 14               |
| 8e         | Mauro Martini        | Italie      | Lola-Mugen    | Suntec Racing    | 13               |
| 9e         | Thomas Danielsson    | Suède       | Lola-Mugen    | Team Nova        | 12               |
| 10e        | Johnny Herbert       | Royaume-Uni | Ralt-Mugen    | Team LeMans      | 9                |
| 11e        | Jan Lammers          | Pays-Bas    | Dome-Mugen    | Dome             | 7                |
| 12e        | Keiji Matsumoto      | Japon       | Dome-Mugen    | Dome             | 7                |
| 12e        | Michael Schumacher   | Allemagne   | Ralt-Mugen    | Team LeMans      | 6                |
| 14e        | Jeff Krosnoff        | États-Unis  | Lola-Mugen    | Suntec Racing    | 6                |
| 15e        | Paulo Carcasci       | Brésil      | Lola-Mugen    | Bitoku Racing    | 4                |
| 16e        | Toshio Suzuki        | Japon       | Lola-Mugen    | Universal Racing | 4                |
| 17e        | Masanori Sekiya      | Japon       | Lola-Mugen    | Leyton House     | 3                |
| 17e        | Minoru Tanaka        | Japon       | Lola-Mugen    | Leyton House     | 3                |
| 17e        | Maurizio Sandro Sala | Brésil      | Lola-Mugen    | Super Evolution  | 3                |
| 20e        | Naoki Hattori        | Japon       | Lola-Mugen    | Le Garage        | 3                |
| 21e        | Masahiro Hasemi      | Japon       | Lola-Mugen    | Speed Star       | 2                |
| 22e        | Takuya Kurosawa      | Japon       | Ralt-Mugen    | Nakajima Racing  | 1                |
| 22e        | Mika Salo            | Finlande    | Lola-Mugen    | Ad Racing Team   | 1                |
| 22e        | Geoff Lees           | Royaume-Uni | Ralt-Mugen    | Team Hayashi     | 1                |